# Lai
Lai (množina lais) je francoska srednjeveška pesemska oblika.
Za pesemsko obliko lai je značilno, da je sestavljena iz več neenakomernih kitic, kar jo ločuje od drugih podobnih srednjeveških oblik. To pomeni, da posamezne kitice nimajo enakega števila verzov; pač pa so vselej sestavljene iz parnega števila verzov, ki so med seboj paroma rimani. Uporabljajo torej zaporedno rimo.
Poznamo lirske in pripovedne lais; prve so uporabljali zlasti trubadurji, med pesniki drugih pa je najznamenitejša Marie de France. Lai je tudi oblika, ki jo je pogosto uporabljal François Villon.